# Perzina

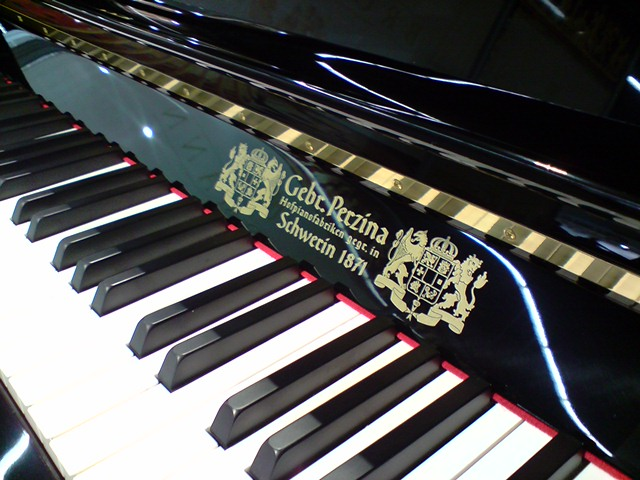
Perzina Modell 122

Perzina (auch Gebr. Perzina, Gebr. Perzina GmbH, Alvari-Piano-GmbH, Pianofortefabrik Gebr. Perzina) war seit 1871 der Markenname einer Firma, die bis etwa 1929 in Schwerin Tasteninstrumente herstellte.

## Gründung und Ernennung zum „Hof-Pianofabrikant“
Am 1. Juni 1871 gründeten die in Zittau geborenen Instrumentenmacher Albert (* 9. Januar 1842) und Julius (* 13. Juli 1844) Perzina die Pianoforte Fabrik Gebrüder Perzina in Schwerin. Sie hatten zuvor in den Pianofabriken Bechstein, Duysen, Schwechten und Rönisch gelernt und gearbeitet. Mit ihrem Beruf führten sie eine Familientradition fort, denn bereits ihr Vater Anton übte diesen Beruf in ihrer Heimatstadt aus.
1883 erhielten Julius und Albert Perzina vom Großherzog den Titel „Großherzoglich Mecklenburgischer Hof-Pianofabrikant“. Jahre später ist die Firma Gebr. Perzina auch Hof-Pianofabrikant „Ihrer Majestät der Königin der Niederlande“, „Seiner Majestät des Königs von Portugal“ sowie „Seiner Hoheit des Herzogs von Anhalt“. Einige Jahre nach der Gründung der Pianofabrik zog sich der Ältere der Brüder, Albert, aus dem Geschäft zurück, der Firmenname „Gebrüder Perzina“ blieb aber bestehen.
1894 präsentierte sich die Schweriner Firma auf der Weltausstellung in Antwerpen und 1895 auf einer internationalen Ausstellung in Amsterdam. 1901 bezeichnete sich die Firma auf ihren Briefköpfen als „die bei weitem größte und leistungsfähigste Pianofabrik innerhalb der gesamten deutschen Ostseeländer“.

## Erschließung neuer Märkte unter Leitung von Daniel Huss
Anfang 1897 legte das Personal der Schweriner Fabrik für etwa 10 Wochen die Arbeit nieder. Die Angestellten streikten für höhere Löhne.
Infolge einer verschleppten Pleuritis starb der erst 52-jährige Firmengründer Julius Perzina am 30. April 1897 im Kurort Meran. Die Leitung der Fabrik ging nach Gründung einer OHG für die nächsten 20 Jahre in die Hände des Hamburger Kaufmanns Daniel Huss über. Der Schwiegersohn des Firmeninhabers gestaltete die Pianofabrik als kaufmännischer Leiter von einer handwerklichen Manufaktur zur industriellen Fabrik um. Im Gründungsjahr 1872 wurden noch 20 Instrumente produziert, 1897 waren es bereits 315 Instrumente, und bis 1900 steigerte die Schweriner Fabrik ihre Produktion auf 768 Instrumente jährlich. Ein verheerender Brand am 26. Juli 1904 vernichtete die meisten Produktionsgebäude. In den darauffolgenden drei Jahren errichtete Hofmaurermeister Ludwig Clewe nach den Vorgaben der OHG-Anteilseigner die neuen Fabrikgebäude, darunter auch das noch heute existierende Hauptgebäude in der Wismarschen Straße 144.
Seit Beginn des Ersten Weltkrieges produzierten die „Gebr. Perzina“ für den Heeresbedarf. Neben Armaturen und Propellern für die „Fokkerwerke Schwerin“ gehörten ab August 1914 auch Munitionshülsen zur neuen Produktlinie. 1916 geriet die Firma ins Visier der Staatsanwaltschaft. Abgelehnte Munitionshülsen waren wieder unter neue Lieferungen gemischt worden; ein Mitarbeiter war wegen eines Bestechungsversuches angezeigt und verhaftet worden. Der Skandal erfasste auch den umtriebigen Geschäftsführer Daniel Huss, der zu zehn Monaten Gefängnis und zwei Jahren Ehrverlust verurteilt wurde. Am 23. August 1917 übernahm Anthony Fokker die Fabrik mit 400 Arbeitern und Angestellten.
Infolge der Bestimmungen des Versailler Vertrages verließ der Flugzeugproduzent Fokker 1919 seinen Firmenstandort Schwerin.
Nach Kriegsende verpachtete Fokker die Pianofortefabrik an den Fabrikanten Otto Libeau. Ab April 1920 produzierte die Firma neben Pianos auch Möbel und Kisten. Das Werk III in der Gutenbergstraße firmierte ab 1923 als „Alvari-Piano-GmbH“. Die Fertigung von Pianos in der Wismarschen Straße erfolgte noch bis etwa 1929. 1933 zog der Niederdeutsche Beobachter in das ehemalige Haupthaus. Der Schweriner Klavierbauer Wilhelm Meyer baute zusammen mit Otto Libeau unter dem Namen Gebr. Perzina GmbH weiter einzelne Instrumente. Libeau verließ Mitte der dreißiger Jahre das Unternehmen. Bis 1949 fand sich die Firma im Schweriner Adressbuch als „Gebr. Perzina GmbH, Pianoforte-Fabrik, gegr. 1871. Inh. Wilhelm Meyer, Wismarsche Straße 153“. Von 1984 bis 2013 nutzte die Schweriner Stadtbibliothek das Perzinahaus.
Klaviere und Flügel der Marke „Perzina“ wurden von 1959 bis 1972 unter staatlicher Beteiligung in Lenzen gefertigt. Anfang der 30er Jahre hatte der Berliner Pianohersteller Friedrich Geil mit der Pianomarke Wagner in Lenzen mit der Klavierproduktion begonnen. Die Rechte an der eingetragenen Marke Gebr. Perzina erhielt er vom Rat des Bezirkes Schwerin. 1972 wurde die Firma enteignet und der VEB Deutsche Pianoforte-Union in Leipzig als Kombinat zugeordnet.

## Nach der Wende

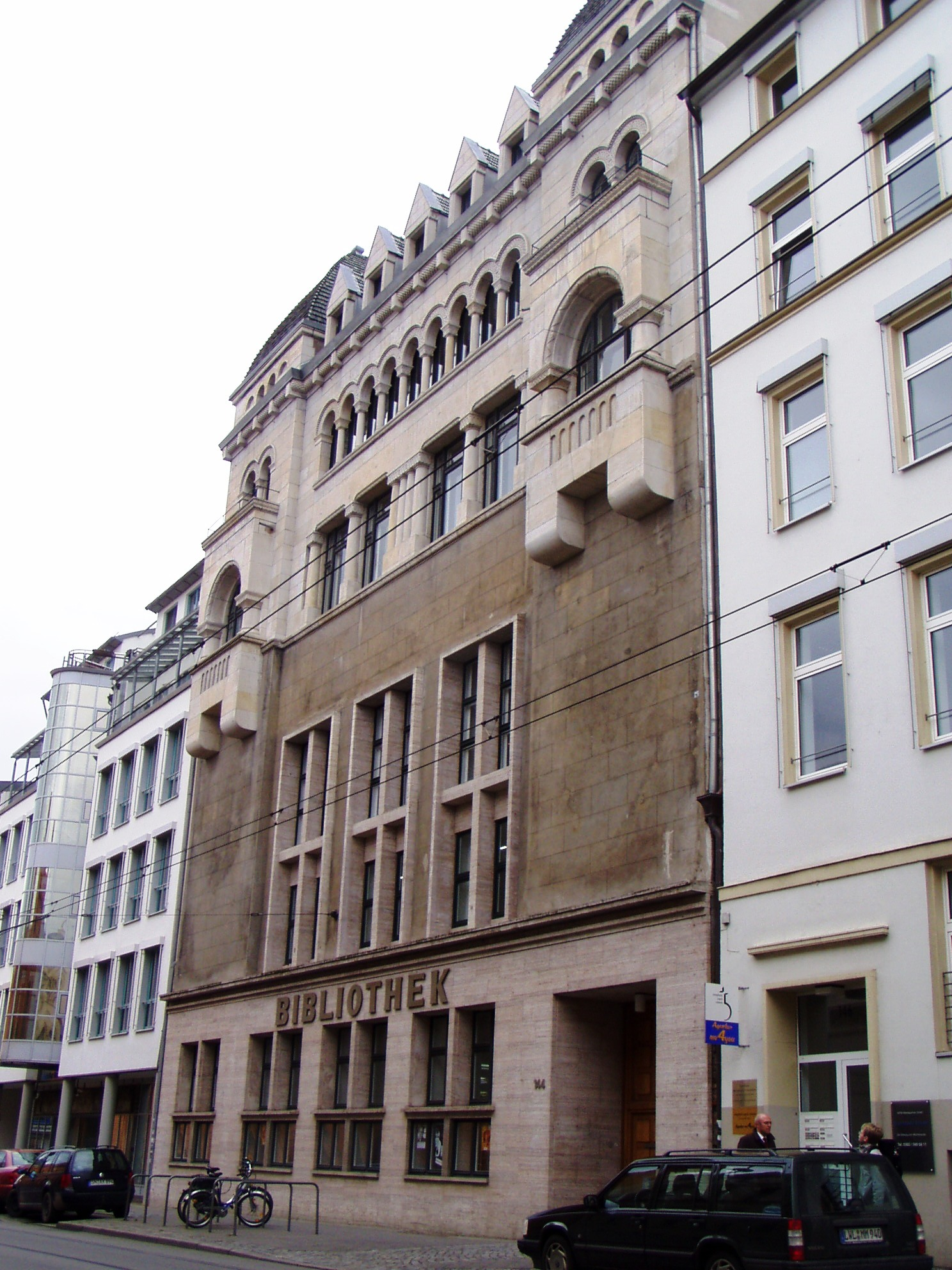
Perzinahaus während der Nutzung durch die Schweriner Stadtbibliothek

Mit der Wende 1989 wurden die Markennamen Wagner und Perzina wieder von Familie Geil übernommen und eine Neuorganisation der Klavierproduktion angestrebt. Nach dem plötzlichen Tod des Geschäftsführers trat Ende 1990 der ehemalige Produktionsleiter an die Spitze der neu gegründeten GmbH. Mitte der 1990er Jahre übernahm der niederländische Musikaliengroßhändler Roland Bol erst den weltweiten Vertrieb und kaufte sich dann in den Betrieb ein. Er verlagerte die Produktion allmählich ins Ausland. Die Pianofabrik Lenzen wurde im Dezember 1996 endgültig geschlossen. Unter dem Namen Yantai-Perzina Piano Manufacturing Company L.T.D. stellt ein chinesisches Unternehmen seit 1998 Klaviere und Flügel mit dem Logo Gebr. Perzina her. Den Vertrieb leitet weiterhin Roland Bol, der auch Vertriebsrechte für andere bekannte deutsche Klaviermarken besitzt.
2013 musste die Schweriner Stadtbibliothek aus dem ehemaligen Wohn- und Fabrikgebäude in der Wismarschen Straße 153 ausziehen. Als Grund wurden bauliche Mängel an dem denkmalgeschützten Gebäude angegeben.
Die Stadt Schwerin versuchte bis 2016, das Gebäude für rund 800.000 € zu verkaufen. Aufgrund des Denkmalschutzes und daraus resultierendem hohem Sanierungsaufwand gelang der Verkauf nicht. Nun plant die Landeshauptstadt Schwerin das Haus für Veranstaltungen zu nutzen. Dafür sollen entsprechende Bundesmittel eingeworben werden. Auch die Unterbringung eines Museums wird in Betracht gezogen.